# 250 West 55th Street
250 West 55th Street ist ein Wolkenkratzer in Manhattan in New York City, Vereinigte Staaten. Der Büroturm wurde 2013 von BXP Inc. (früher Boston Properties) errichtet.

## Beschreibung
Das Gebäude befindet sich an der Eight Avenue zwischen der West 54th und West 55th Street in Midtown Manhattan. Ein benachbartes Gebäude ist der Wolkenkratzer 1717 Broadway. Der Broadway verläuft wenige Meter östlich, Columbus Circle und Central Park sind nur wenige Blocks nördlich entfernt.
250 West 55th Street wurde ab 2007 vom Architekturbüro Skidmore, Owings and Merrill (SOM) entworfen und von 2011 bis 2013 erbaut. Bauherr und Eigentümer ist das Immobilienunternehmen BXP Inc. Das Bauwerk hat eine Höhe von 201,2 Meter (660 Fuß) und besitzt 39 Etagen. Andere Quellen nennen 38 oder 40 Etagen. Der Wolkenkratzer bietet Büroflächen von rund 92.000 Quadratmeter. Hinzu kommen Einzelhandelsflächen im Erdgeschoss.
Das im Design vom Lever House inspirierte Gebäude besteht aus einem das gesamte Grundstück einnehmenden zweigeschossigen 15 Meter hohen Sockel und dem etwas zurückgesetzten Turm. Sockel und Turm haben eine dunkle 30.000 m² umfassende Glasfassade mit Aluminium- und Edelstahlstreben. Auf dem Sockel ist eine von der dritten Etage aus zugängliche und begrünte Terrasse angelegt. Der 6,5 Meter hohe Haupteingang, ein Teil des Erdgeschosses und die Lobby sind mit großformatigen Marmorplatten verkleidet.
Das Immobilienunternehmen Madison Equities erwarb 2005 das Grundstück und plante ein vom Architekturbüro Coop Himmelb(l)au entworfenen Wohn- und Hotelturm. 2006 stieß BXP als Co-Entwickler hinzu. Dieses Vorhaben kam nicht zustande und Madison Equities verkaufte seine Anteile an BXP, der dann ein Bürogebäude plante. Bis 2007 projektiert, war der Baubeginn für 2009 vorgesehen, wurde aber wegen der Weltfinanzkrise 2008 auf 2011 verschoben. Die Eröffnung fand 2014 statt. Der Wolkenkratzer 250 West 55th Street erhielt in der Nachhaltigkeit aktuell am 9. August 2023 die LEED Gold-Zertifizierung.
Hauptmieter sind auf rund 46.500 m² die Anwaltskanzleien Arnold & Porter und Morrison & Foerster (MoFo). Des Weiteren sind im Gebäude Finanzdienstleistungsunternehmen, Private-Equity-Firmen, Hedgefonds und Familien-Unternehmen ansässig.